# Charles-Marie Panneton
Charles-Marie-Xavier Panneton (* 15. Juni 1845 in Montreal; † 3. Januar 1890 ebenda) war ein kanadischer Pianist, Musikpädagoge und Komponist.

## Leben und Wirken
Panneton besuchte das Collège de Joliette und erhielt in Montreal privaten Unterricht von Paul Letondal. 1864 schickte ihn sein Vater zum Studium ans Konservatorium Leipzig, er kehrte jedoch bereits nach drei Tagen nach Kanada zurück. Darauf setzte er seine Ausbildung am Conservatoire Royal de Musique et de Déclamation bei Antoine François Marmontel und bei Camille Stamaty fort. Er besuchte in dieser Zeit Konzerte und Theateraufführungen, erlebte die Kontroversen um die Opern Richard Wagners und bekam Zutritt zu den Salons des Komponisten Gioacchino Rossini und des Malers Charles Durand.
1874 kehrte er nach Kanada zurück. Seine schwache Gesundheit erlaubte ihm keine anstrengende musikalische Laufbahn. Er unterrichtete Musik in Montreal und – um den kalten kanadischen Wintern zu entgehen – von 1877 bis 1881 in Denver. Dort war er 1879 auch einige Monate Organist an einer römisch-katholischen Kirche. Ab 1881 unterrichtete er an der Schule der Sisters of Ste-Anne in Lachine. Zu seinen Schülern zählten Antonio Pratte, Joseph Saucier und Jean-Baptiste Denys.
Panneton war Mitglied der Société des auteurs, compositeurs et éditeurs de musique (SACEM). Er komponierte eine Klavierstücke und das patriotische Lied Rallions-nous (1874, Text von Benjamin Sulte); seine Werke erschienen jedoch nie im Druck. Außerdem verfasste er einen Artikel für die La Revue canadienne.